# Lisianthius saponarioides
Lisianthius saponarioides är en gentianaväxtart som beskrevs av Adelbert von Chamisso och Schltdl.. Lisianthius saponarioides ingår i släktet Lisianthius och familjen gentianaväxter. Inga underarter finns listade i Catalogue of Life.